# Gaworkowo
Gaworkowo (deutsch Gauerkow) ist ein Dorf in der Woiwodschaft Westpommern in Polen. Es liegt im Powiat Świdwiński (Schivelbein) und gehört zur Stadt- und Landgemeinde Połczyn-Zdrój (Bad Polzin).

## Geographische Lage
Gaworkowo liegt sechs Kilometer südlich von Połczyn-Zdrój an der Landesstraße Nr. 163 nach Czaplinek (Tempelburg). Die Ortsgrenze ist auch die Grenze zum Powiat Szczecinecki (Landkreis Neustettin) im Nordbereich des Drawski Park Krajobrazowy (Landschaftsschutzpark Dramburg).

## Name
Gauerkow wurde früher auch Gurkow genannt. Beide Bezeichnungen dürften auf das slawische Wort „Gora“ (= Berg) zurückzuführen sein, abgeleitet von der Lage des Ortes auf dem Polziner Plateau. Noch im 17. Jahrhundert hieß das Gut Chartow.

## Geschichte
1628 wird als Gutsbesitzer Gerd von Manteuffel in Poplow (heute polnisch: Popielewo) genannt. Später ging das Gut an die Manteuffels in Hohenwardin (Wardyń Górny) über, bis es 1842 parzelliert und als Rittergut gelöscht wurde.
Während im Jahr 1867 noch 189 Einwohner in Gauerkow lebten, waren es 1939 nur noch 153. Es waren 22 landwirtschaftliche Betriebe mit einer Größe zwischen fünf bis 20 Hektar sowie zwei größere Betriebe angesiedelt.
Bis 1945 lag Gauerkow im Landkreis Belgard (Persante). Die Gemeinde gehörte zum Amts- und Standesamtsbezirk Bramstädt. Letzte Amtsinhaber waren Georg Klix bzw. Gerhard Ludwig und Gustav Cornell. Oberlandjäger Iwanski aus Bramstädt nahm die polizeilichen Aufgaben war. Amtsgerichtsbezirk war Bad Polzin. 
Beim Einmarsch der Roten Armee wurden zahlreiche Gebäude zerstört. Die deutsche Bevölkerung wurde bis 1946 vertrieben. Gauerkow kam als Gaworkowo zu Polen und ist heute Ortsteil der Stadt- und Landgemeinde Połczyn-Zdrój.

## Kirche
Kirchlich wurde Gauerkow von der Gemeinde der Marienkirche in Bad Polzin aus betreut. Damit gehörte es zum Kirchenkreis Belgard der Kirchenprovinz Pommern in der evangelischen Kirche der Altpreußischen Union.
Heute liegt Gaworkowo in der Parochie Koszalin (Köslin) in der Diözese Pommern-Großpolen der Evangelisch-Augsburgischen Kirche in Polen.

## Schule
Bis 1841 gingen die Gauerkower Kinder zur Schule in Neu Liepenfier im Landkreis Neustettin. Daran erinnerte bis 1945 der alte Flurname „Knüppelbusch“: der durch Wald und Bruch führende Weg wurde mit Knüppeln gesichert. 
Das neu erbaute Schulgebäude dient heute als Kindergarten. Es wurde ein neues Schulhaus gebaut.